# Список персонажей Mobile Suit Gundam

Все персонажи аниме-сериала Mobile Suit Gundam, созданного Ёсиюки Томино, делятся на представителей Земной федерации (яп. 地球連邦 тикю: рэмпо:) и Герцогства Зион (яп. ジオン公国 дзион ко:коку) — двух воюющих друг с другом фракций. Зион — это космическая колония Земли, пытающаяся отвоевать собственную независимость. События сериала разворачиваются в период противостояния, который известен в вымышленной вселенной Gundam как «Однолетняя война». Положительные герои принадлежат Федерации, отрицательные — Зиону. В начале сериала разведывательный отряд Зиона нападает на космическую колонию под названием Сторона 7, где живёт главный герой сериала — Амуро Рэй. Амуро вместе с несколькими друзьями эвакуируется на космическом авианосце. Команда этого вымышленного корабля SCV-70 White Base, или «Белой базы» (яп. ホワイトベース ховайто бэ:су), и находится в центре сюжета аниме. Они противостоят Зиону с помощью так называемых «мобильных орудий» — мобильного танка «Гантанка», мобильного артиллерийского орудия «Ганкэннона» и мобильной брони «Гандама» (управляемого боевого робота, также называемого «мобильным доспехом»). Гандам пилотирует сам Амуро Рэй.

Основные персонажи аниме, иллюстрация Ёсикадзу Ясухико. Верхний ряд, слева направо: Кай Сидэн, Рю Хосе, Амуро Рэй, Фрау Боу, Сайла Масс, Мирай Ясима, Брайт Ноа. Нижний ряд, слева направо: Хаято Кобаяси, Катц Хаин, Лец Кофан, Кикка Китамото

## Идея и создание
В Mobile Suit Gundam описывается история полномасштабной войны не между людьми и Злом (киборгами, роботами), а между двумя космическими человеческими государственными образованиями. И положительные, и отрицательные герои были задуманы как обычные люди, со своими проблемами и тяготами. Во время пресс-конференции создатель сериала Ёсиюки Томино подчеркнул, что в то время это был инновационный подход для жанра аниме про боевых роботов. На противной главному герою стороне сражались не враждебные роботы или злые инопланетяне, а такие же пилоты, как он сам. Злодеи могли даже сменить сторону и присоединиться к положительным персонажам. По словам Томино, он в первую очередь создавал историю о войне и о людях, а тот факт, что они пилотировали мобильную броню, был скорее делом случая.
Когда Томино в интервью спросили о том, почему он, снимая мультсериал для детей, уделил значительное внимание психологическому развитию персонажей и пытался выразить их скрытую глубину, Томино ответил, что это его принципиальная позиция, и что аниме — это кинематограф, поэтому в аниме крайне важно кинематографическое изображение характеров. Томино добавил:

С самого детства я думал, что американские комиксы недооценивают детскую аудиторию. Хотя я не могу понять, почему. Похожая реакция у меня была на диснеевские мультфильмы. Я все ещё задаюсь вопросом, почему они делают только такие мультфильмы. Разве вы не смотрели фильмы для взрослых, когда были ребёнком? И разве они вам не нравились?

Дизайном персонажей для сериала занимался Ёсикадзу Ясухико, позднее иллюстрировавший книги Gundam Unicorn и мангу Mobile Suit Gundam: The Origin. Ясухико снова был назначен дизайнером, когда в 1981 году сериал отредактировали для показа в кинотеатрах и выпустили в виде трех анимационных фильмов.
Главные герои были подростками, так как аниме спонсировалось производителями игрушек для детей. Во время написания сценария встал вопрос о том, как дети, не имеющие никакой подготовки, могут управлять огромным сложным оборудованием, например, роботами? Необходимо было придумать некое объяснение, и Ёсиюки Томино с командой решил, что у этих детей есть экстрасенсорное восприятие — так появились ньютайпы (яп. ニュータイプ ню:тайпу, от англ. new type — «новый тип»). Во вселенной Gundam это люди, наделенные особыми способностями, и они считаются следующей ступенью человеческой эволюции. Ньютайпом является, например, Амуро Рэй.
На момент создания Mobile Suit Gundam Томино не имел четкого определения ньютайпов, концепция была позднее развита в других частях серии Gundam. Однако автор уточнил, что не задумывал их как «сверхлюдей», а вместо этого хотел намекнуть, что всё человечество должно измениться. Так как источники энергии на Земле почти исчерпаны, и проблема экологического кризиса стала критической, Томино считал, что люди не смогут выжить, если сохранят чувства и мысли XX века. Он пояснил: «Чтобы преодолеть эти проблемы и прожить ещё тысячи лет, люди должны стать „новым типом“. Я желаю, чтобы именно так были поняты ньютайпы, и намеренно избежал использования научно-фантастического жаргона». По мнению рецензента журнала Animefringe, на концепцию ньютайпов могла повлиять серия фильмов «Звёздные войны» (в частности, персонажи-джедаи). Другие критики также отмечали влияние «Звёздных войн», из которых могли быть заимствованы сюжетные линии некоторых персонажей, например, линия Чара Азнабля и его сестры. Авторы The Anime Encyclopedia Джонатан Клементс и Хелен Маккарти полагают, что ньютайпы — отсылка к «новому поколению» японского послевоенного бэби-бума.
Что касается «мобильных доспехов» — пилотируемых роботов — они были с самого начала задуманы как пилотируемые человеком, так как Ёсиюки Томино чувствовал, что человек будет чувствовать себя одиноко в космосе, и ему будет нужен друг. Внешний вид роботов должен был напоминать строение человеческого тела, чтобы Гандам мог стать чем-то вроде такого друга для пилота. В Mobile Suit Gundam роботы были впервые представлены как машины, которые могут использоваться для добра или зла, но сами по себе не являются воплощением добра или зла.

## Земная федерация

### Амуро Рэй
Амуро Рэй (яп. アムロ・レイ амуро рэй) — пятнадцатилетний мальчик, который вместе с друзьями Фрау Боу и Хаято Кобаяси живёт на Стороне 7, одной из нескольких космических колоний, незатронутых Однолетней войной между Земной федерацией и Зионом. Амуро — сын Тэма Рэя, исследователя Земной федерации, ответственного за создание Гантанка, Ганкэннона, Гандама (они были разработаны, чтобы сражаться с мобильными орудиями Зиона). Талантливый механик, Амуро спроектировал собственного маленького говорящего робота по кличке Харо (яп. ハロ).
Когда разведывательный отряд Зиона нападает на Сторону 7, Амуро залезает в прототип нового мобильного доспеха Гандама — RX-78 Gundam — и побеждает зионцев. Он быстро осваивает технически сложный Гандам и обнаруживает у себя природный талант к его пилотированию. Вместе с друзьями, он эвакуируется на борту «Белой базы» и становится частью экипажа. В конце сериала Амуро выясняет, что является ньютайпом, то есть наделен сверхъестественной интуицией. Главный противник Амуро на протяжении сериала — талантливый пилот Зиона Чар Азнабль, который сначала все время побеждает Амуро, но, когда последний начинает активнее использовать способности ньютайпа, уступает ему в бою.
Роль озвучивает Тору Фуруя. Позднее Амуро появляется в других произведениях Gundam, включая аниме-сериал Zeta Gundam. Маленький робот Харо стал талисманом франшизы Gundam.

### Брайт Ноа
Во время зионской атаки на Сторону 7 все офицеры «Белой базы» погибают, и энсин Брайт Ноа (яп. ブライト・ノア бурайто ноа) остается старшим по званию и по возрасту. Хотя Брайту всего 19 лет и он отслужил в армии лишь 6 месяцев, ему приходится принять командование «Базой» от раненого капитана Паоло Кассиуса. Он набирает команду из новоприбывших подростков, включая Амуро Рэя и его друзей. Брайту с трудом удается держать неопытных новичков под контролем, особенно тяжелые отношения у него с упрямым Амуро.
После ряда опасных сражений, командиру удается провести «Белую базу» в штаб Земной федерации в Дзябуро, на подземную базу в центре реки Амазонки (в Южной Америке). Из-за одержимости Зиона «Белой базой», которая из-за многочисленных побед по ошибке начинает восприниматься как крайне важное судно, Федерация использует авианосец как приманку для зионцев. Брайт Ноа остается командиром. Он возглавляет «Базу» во время нескольких ключевых операций Однолетней войны, включая последний бой с Зионом на астероиде А-Баоа-Ку.
Роль озвучивает Хиротака Судзуоки. Позднее Брайт появляется во многих других произведениях Gundam, включая Zeta Gundam и Gundam Unicorn. В оригинальном Mobile Suit Gundam Брайт неравнодушен к одной из девушек, Мирай Ясиме, которая не отвечает ему взаимностью, однако, в следующем сериале — Zeta Gundam — является его женой.

### Фрау Боу
Фрау Боу (яп. フラウ・ボゥ фурау бо:) — соседка Амуро Рэя на Стороне 7 и близкая подруга. Ей 15 лет. В отсутствие доктора Тэма Рэя, все время занятого на работе, она заботится о том, чтобы Амуро ел, спал, убирался в комнате. Во время атаки Зиона на Сторону 7 все близкие родственники Фрау погибают у неё на глазах. Она спасается на «Белой базе» и вместе с Амуро становится членом команды «Базы» под командованием Брайт Ноа. Фактически является няней трех оказавшихся на авианосце маленьких детей, оставшихся без родителей — Катца Хаина (8 лет), Летца Кофана (6 лет) и Кикки Китамото (4 года). Фрау очень предана Амуро. Когда тот временно покидает «Белую базу», услышав, что командир Брайт хочет доверить Гандам другому пилоту из-за его упрямства и неподчинения приказам, Фрау оставляет «Базу» и устремляется вслед за другом, надеясь его вернуть (что в конце концов и происходит). Она ревнует Амуро к другим девушкам, например, к Матильде Аджан. Постепенно Амуро отдаляется от Фрау, и она, чувствуя одиночество и желая отвлечься, присоединяется к медицинскому персоналу. В конце войны служит как офицер связи «Белой базы».
После Однолетней войны выходит замуж за Хаято Кобаяси, в Zeta Gundam она ждет от него ребёнка. Роль озвучивает Румико Укай.

### Хаято Кобаяси
Хаято Кобаяси (яп. ハヤト・コバヤシ хаято кобаяси) — пятнадцатилетний мальчик, один из соседей Амуро на Стороне 7, храбрый и верный товарищ. Вместе с ним спасается на «Белой базе». Невысокий и коренастый, Хаято не уверен в себе. Он часто сравнивает себя с Амуро и хочет сравниться с ним в бою. На «Белой базе» Хаято становится вторым пилотом мобильного танка Гантанка (RX-75 Guntank) вместе с Рю Хосе в основном из чувства соперничества с Амуро и желания проявить себя. После того как Рю Хосе жертвует жизнью, чтобы спасти Амуро от Кроули Хамон, Хаято продолжает пилотировать Гантанк, на сей раз модифицированный для использования одним человеком.
Роль озвучивает Киёнобу Судзуки. Позднее Хаято появляется в других произведениях Gundam, включая Zeta Gundam. После окончания Однолетней войны он женится на Фрау Боу.

### Кай Сидэн
В начале Однолетней войны Кай Сидэн (яп. カイ・シデン кай сидэн), сын инженера, живёт в космической колонии «Зеленый оазис» на Стороне 7. Ему 17 лет. После того как Зион нападает на Сторону 7, он спасается на «Белой базе» вместе с другими детьми. Из-за нехватки персонала и солдат, Кая просят стать пилотом мобильного артиллерийского орудия Ганкэннона (RX-77 Guncannon) и помочь защитить «Базу» от атак Зиона. Кай отвечает за Ганкэннон до самого конца войны. Кай Сидэн высокий и долговязый, а по характеру придирчивый и саркастичный, часто подтрунивает над своими боевыми товарищами. На самом деле, он трус, циник и пессимист. В битве в основном бомбардирует противников из дальнобойных орудий, стараясь не вступать в ближний бой.
Роль озвучивает Тосио Фурукава.
Быстро разочаровавшись в войне, Кай решает уйти с «Белой базы», когда она останавливается для ремонта в Белфасте. Недалеко от города он встречает молодую девушку по имени Михару Ратокиэ (яп. ミハル・ラトキエ михару ратокиэ, роль озвучивает Сатоми Мадзима), которая одна растит двоих детей, своих младшего брата и сестру. Михару также является шпионкой Зиона. Она выведывает местонахождение «Белой базы» и пробирается на неё, чтобы узнать местоположение штаба Земной федерации. Кай возвращается на «Базу», находит Михару, но из жалости не выдает её Брайту Ноа, а прячет на корабле и отвозит в штаб Федерации в Дзябуро. В дороге герои начинают испытывать друг к другу романтические чувства. Михару помогает Каю в сражении против одного из кораблей Зиона, но в этой битве погибает.

### Мирай Ясима
Мирай Ясима (яп. ミライ・ヤシマ мирай ясима) — восемнадцатилетняя девушка, которая присоединяется к «Белой базе» после нападения Зиона на Сторону 7. Она проходила обучение на пилота космолета, поэтому становится рулевым «Базы», являясь вторым лицом после капитана Брайта Ноа. Мирай — одна из старших членов команды на корабле и фактически заменяет мать молодому экипажу. Однако когда в одной из серий ей приходится принять на себя командование кораблем из-за плохого самочувствия Брайта, впадает в панику и с трудом справляется с задачей.
В ходе сериала выясняется, что Мирай родом из влиятельной семьи федеративных чиновников, и до нападения на Сторону 7 отец планировал её брак с окружным прокурором Кэмероном Блумом (яп. カムラン・ブルーム камуран буру:му, роль озвучивает Канэто Сиодзава). После начала войны Кэмерон бежал на нейтральную колонию под названием Сторона 6. В ходе сюжета «Белая база» останавливается на Стороне 6, и Мирай снова встречает своего бывшего жениха, который хочет возобновить отношения. Однако Мирай не может простить бегства и не испытывает к нему никаких чувств. Пытаясь вернуть невесту, Кэмерон рискует своей жизнью и прикрывает отходящую от Стороны 6 «Белую базу» своим личным шаттлом. Когда появляются силы Зиона, Мирай заставляет Кэмерона отойти ради его собственной безопасности.
Также Мирай испытывает влечение к пилоту Слеггару Лоу, назначенному на «Белую базу» после отбытия из штаба Земной федерации в Дзябуро, однако, тот умирает в битве до того, как между персонажами начинают развиваться отношения.
В Mobile Suit Zeta Gundam она является женой Брайта Ноа. Роль озвучивает Фуюми Сираиси.

### Сайла Масс
Сайла Масс (яп. セイラ・マス сэйра масу) — семнадцатилетняя девушка, попавшая на борт «Белой базы» вместе с эвакуирующимися Амуро Рэем, Фрау Боу и другими. На Стороне 7 Сайла была студентом-медиком, её почти сразу вербуют в солдаты и ставят надзирать за беженцами. В связи с почти полным отсутствием опытного персонала на «Белой базе» (множество солдат убито во время атаки Зиона на Сторону 7), Сайла начинает служить офицером связи под командованием Брайта Ноа.
Настоящее имя Сайлы — Артесия Сом Дайкун (яп. アルテイシア・ソム・ダイクン арутэйсиа сому дайкун), она дочь Зиона Зума Дайкуна (яп. ジオン・ズム・ダイクン дзион дзуму дайкун), основателя Герцогства Зион. После подозрительной смерти Дайкуна, капитан Рамба Рал отправил Артесию и её старшего брата Касвала на Землю. Там они росли под вымышленными именами. Артесия носит имя «Сайла Масс», а её старший брат Касвал теперь известен как Чар Азнабль, знаменитый в пилот армии Зиона. В начале сериала, во время боя за Сторону 7, Сайла видит Чара на поле боя и узнает в нём своего брата. С тех пор она старается получить о нём больше информации от зионских солдат. В 16 серии аниме Сайла садится в Гандам и отправляется напрямую к войскам Зиона, но попадает под обстрел. Амуро Рэй на Ганкэнноне выручает Сайлу, которая объясняет свои действия желанием доказать, что женщина может сражаться наравне с мужчинами. За этот проступок она проводит три дня в одиночной камере по приказу командира Брайта, однако, впоследствии становится резервным пилотом Гандама и пилотом истребителя.
Когда Рамба Рал нападает на «Белую базу», он немедленно узнает в Сайле Артесию и приказывает войскам отступить, однако, и сам погибает почти сразу же. Также в ходе сюжета Сайла несколько раз встречается со своим братом, который просит её оставить Федерацию и даже присылает деньги, чтобы та могла уехать и начать новую жизнь на Земле. Однако Сайла рассказывает о своем происхождении Брайту, просит распределить деньги между членами команды «Белой базы» и говорит, что считает их своей новой семьей. В финальном сражении Федерации с Зионом на астероиде А-Баоа-Ку Чар Азнабль едва не убивает Сайлу, но в последний момент понимает, кто сидит в кабине пилота. Сайла приземляется на астероид, где встречается с Чаром в последний раз и видит его сражение с Амуро. Чар отпускает их обоих.
Позднее Сайла появляется в других произведениях Gundam, включая мангу Mobile Suit Gundam: The Origin, где рассказывается подробная версия её прошлого. Роль озвучивает Ё Иноэ.

### Рю Хосе
Рю Хосе (яп. リュウ・ホセイ рю: хосэй) — крупный, загорелый и коренастый юноша, один из немногих выживших солдат из первоначальной команды «Белой базы». Ему 18 лет. Рю был начинающим летчиком-испытателем Федерации на Стороне 7. Когда эта колония подверглась нападению Зиона, Рю взял истребитель и защитил «Белую базу». Позднее стал главным пилотом Гантанка (RX-75 Guntank), а также управлял истребителем «Кор Файтер» (яп. コアファイター коа файта:).
Рю Хосе является внимательным и надежным товарищем и старается сгладить напряженность между новичками «Базы» и командиром Брайтом Ноа. Его жизнерадостный нрав и солдатский опыт, пусть и небольшой, позволяют завоевать определенный авторитет и уважение команды. Он погибает во время нападения на «Базу» Кроули Хамон, желавшей отомстить за смерть командира Рамба Рала. Хотя ранение, полученное в перестрелке во время нападения на «Белую базу», оказывается не смертельным, Рю приходится пожертвовать собой и протаранить истребителем самолет леди Хамон, чтобы спасти жизнь Амуро и команде «Белой базы». Роль озвучивает Сёдзо Иидзука.

### Слеггар Лоу
Слеггар Лоу (яп. スレッガー・ロウ сурэгга: ро:у) — пилот истребителя, присоединяется к команде в 31 серии аниме в качестве замены Рю Хосе после того, как «Белая база» добираются в Дзябуро. Хотя Слеггар — хороший пилот и прекрасный стрелок, он также дерзок и изначально смотрит снизу вверх на молодую и неопытную команду. Вскоре начинает их уважать.
У него едва не начинается роман с Мирай Ясима, однако, Слеггар говорит, что Мирай заслуживает лучшего. Он отдает Мирай кольцо своей матери, но погибает в следующем бою (серия 36) до того, как между персонажами начинают развиваться отношения. Роль озвучивает Тэссё Гэнда (в сериале), в трилогии анимационных фильмов — Макио Иноуэ.

### Матильда Аджан
Энсин Матильда Аджан (яп. マチルダ・アジャン Матируда Адзян) — командир корпуса снабжения Земной федерации, также служит личным представителем генерала Ревила, доставляя его сообщения и приказы. В Mobile Suit Gundam появляется в критические для «Белой базы» моменты, обеспечивая новое оборудование. Когда главные герои оказываются пойманы в ловушку в воздушном пространстве Зиона над Северной Америкой, поставки корпуса Матильды позволяют совершить необходимый ремонт и бежать. Матильда очень красива и производит фурор среди молодых членов команды «Белой базы», особенно ей восхищается Амуро. Она погибает, защищая «Базу» в бою с командой пилотов «Чёрная троица». Роль озвучивает Кэйко Тода.
Матильда помолвлена с лейтенантом Вуди Малденом (яп. ウッディ・マルデン удди марудэн, роль озвучивает Хидэюки Танака), главным военным инженером штаба Земной федерации в Дзябуро. Впоследствии Амуро встречает лейтенанта Вуди в Дзябуро и приносит извинения за смерть его невесты. Вуди прощает его, так как Матильда погибла на войне, защищая своих друзей, но сам вскоре умирает.

### Генерал Ревил
Иоганн Авраам Ревил или генерал Ревил (яп. レビル将軍 рэбиру сё:гун) — командующий войсками Земной федерации во время нескольких наиболее важных контрнаступлений против Зиона. До своего назначения генералом Космических войск, был генерал-лейтенантом Наземных войск Федерации. Ревил прославился после того, как попал в плен к Зиону — бал захвачен известной командой пилотов «Чёрная троица», уничтожившей его флагман Ананкэ в одном из боёв. Ревил бежал на Сторону 6 и вернулся в Федерацию. Он часто упоминается в аниме, а лично появляется в 23 серии. Проявляет интерес к «Белой базе», посылает им помощь и экспериментальные орудия. Погибает во время проведения мирных переговоров с лидером Зиона Дегином Содо Заби из-за предательского удара сына Заби Гирена, который хочет остановить переговоры. Роль озвучивает Масару Икэда.

## Герцогство Зион

### Чар Азнабль
Чар Азнабль, также известный как «Красная комета» благодаря быстрым атакам и скоростной тактике боя, — пилот-ас; является лучшим и наиболее известным пилотом армии мобильных доспехов Зиона. В сериале ему 20 лет. Чар проявляет способности ньютайпа, то есть он наделен сверхъестественной интуицией, хотя и более слабой, чем Амуро Рэй. После нападения на Сторону 7, он становится главным противником Амуро с начала аниме до самого конца. Настоящее имя Чара — Касвал Рэм Дайкун, он сын основателя Герцогства Зион, Зиона Зума Дайкуна (яп. ジオン・ズム・ダイクン дзион дзуму дайкун). После подозрительной смерти отца, в которой подозревали Дегина Содо Заби, Касвал и его младшая сестра Артесия были тайно отправлены на Землю, где росли под вымышленными именами. Чар Азнабль становится пилотом Зиона, чтобы подобраться к семье Заби и отомстить.
Роль озвучивает Сюити Икэда. Позднее Чар появляется в других произведениях Gundam, включая аниме-сериал Zeta Gundam.

### Лала Сун
Лала Сун (яп. ララァ・スン рара: сун) — молодая девушка, сильный ньютайп и боец Зиона. Лала — «звездный студент» зионского Института Фланагана (яп. フラナガン機関 фуранаган кикан), изучающего феномен ньютайпов и возможность их применения для военных действий. Детали её прошлого в сериале не раскрываются. Она появляется в 34 серии — встречается с Амуро Рэем на мирной колонии Сторона 6, и между двумя ньютайпами сразу возникает сильная связь. Позднее герои встречаются снова на той же колонии, когда машина Амуро застревает в грязи, а Лала и Чар Азнабль, едущие мимо на другой машине, останавливаются, чтобы помочь её вытащить. Амуро узнает Чара благодаря своим способностям ньютайпа, но не может вступить в бой, так как Сторона 6 держит нейтралитет в войне и нарушение правил повлечет большой штраф для «Белой базы». Амуро тогда не знает, что Лала пилотирует экспериментальную мобильную броню MAN-08 Elmeth и является одной из ключевых фигур в испытании управляемого ньютайпами оружия.
Во время пробного запуска MAN-08 Elmeth, Амуро в Гандаме встречается с Лалой в бою, и они общаются телепатически. Однако Лала, несмотря на мягкий характер, крайне предана человеку, который когда-то давно спас ей жизнь — Чару Азнаблю. В 41 серии Лала погибает, загородив Чара от смертельной атаки Амуро. Роль озвучивает Кэйко Хан.

### Рамба Рал
Рамба Рал (яп. ランバ・ラル рамба рару) — военачальник Зиона под командованием Дозула Заби. Прославился как тактик и мастер партизанской войны, а также талантливый пилот. Пилотируя синий мобильный доспех MS-05 Zaku I, Рамба Рал стал известен как «Синий гигант» (яп. 青き巨星 аоки кёсэй), а также под прозвищами «Большая синяя звезда» и «Синяя новая». Также Рамба Рал — давний друг Зиона Зума Дайкуна, основателя Герцогства Зион. После подозрительной смерти Дайкуна взял на себя заботу о его детях, Касвале и Артесии. Чтобы защитить детей, семья Рала отправила их на Землю, где они росли в обстановке секретности.
Рал оставался в космосе в течение Однолетней войны, но после смерти Гармы Заби во время преследования «Белой базы» Рала отправляют на Землю, чтобы отомстить. Он получает командование над Особым отрядом преследования. Под руководством Рала находится крейсер «Занзибар» и новый прототип мобильного доспеха MS-07 Gouf. После прибытия на Землю, Рамба Рал безрезультатно атакует «Белую базу». Вскоре в небольшом кафе в пустынном городке Содон он встречает Амуро и Фрау Боу, но не узнает их и отпускает обоих, впрочем, приказав своему шпиону следовать за Фрау Боу. Так Рал обнаруживает «Белую базу» и начинает внезапную атаку. Амуро в Гандаме уничтожает мобильных доспех Gouf, но Рал сбегает, спрятавшись в яме. Хотя его союзники из Зиона (в частности, М’Куве) не предоставляют никакой помощи, Рал решает, что его солдатский долг — завершить миссию. Он организует самоубийственную атаку и проникает на «Белую базу», где во время сражения видит Артесию — Сайлу Масс. Сильно раненый и оказавшийся в ловушке на мостике, Рамба Рал приказывает войскам отступить, прыгает из отверстия в стене и взрывает себя гранатой в руке Гандама. Роль озвучивает Масаси Хиросэ.

### Кроули Хамон
Кроули Хамон (яп. クラウレ・ハモン кураурэ хамон) — помощница и возлюбленная Рамбы Рала. Уважаема солдатами и очень предана Ралу. Главным образом, остается на мостике корабля и помогает скоординировать действия во время сражения. После его смерти одержима местью, решает напасть на «Белую базу» самостоятельно и почти уничтожает Гандама. Однако раненый Рю Хосе таранит на истребителе корабль Хамон, убивая её. Роль озвучивает Юми Накатани.

### Чёрная троица
«Чёрная троица» (яп. 黒い三連星 курои санрэнсэй) — трое опытных пилотов, известные как лучшая команда после Чара Азнабля. Члены группы — Гайа (яп. ガイア? гайа), Ортега (яп. オルテガ орутэга) и Мэш (яп. マッシュ массю). До начала событий сериала им удалось захватить в плен генерала Ревила. Позднее были посланы на Землю, чтобы укрепить обороноспособность Зиона. Несмотря на то, что отряду дали новые мобильные доспехи MS-09 Dom, они были побеждены Амуро в Гандаме в 24 серии аниме.

### Дегин Содо Заби
Дегин Содо Заби (яп. デギン・ソド・ザビ дэгин содо дзаби) — правитель Зиона и патриарх семьи Заби, поглощенный внутрисемейной враждой между своими амбициозными детьми, в частности, между старшим сыном Гиреном и дочерью Кисилией. Он получил власть за десять лет до начала событий аниме после подозрительной смерти предыдущего правителя Зиона Зума Дайкуна (яп. ジオン・ズム・ダイクン дзион дзуму дайкун), основателя Герцогства Зион. Дегин заявил, что умирающий назвал его своим преемником, а Гирен Заби, старший сын Дегина, избавился от сторонников Дайкуна. После этого тот стал правителем. Он начал войну с Земной федерацией.
Больше всего Дегин любил своего младшего сына Гарму, погибшего на войне. После его смерти Дегин впадает в депрессию и оставляет все дела Гирену, в результате чего Гирен становится лидером Зиона, а Дегин остается номинальным лидером. В конце-концов, он устает от войны и решает провести мирные переговоры с представителем Земной федерации генералом Ревилом. Когда флотилии обеих сторон встречаются на нейтральной территории для проведения переговоров, Гирен уничтожает обе армии с помощью гигантской лазерной пушки. Дегин погибает. Роль озвучивает Хидэкацу Сибата.

### Гирен Заби
Гирен Заби (яп. ギレン・ザビ гирэн дзаби) — старший сын правителя Зиона Дегина Содо Заби, главнокомандующий армии Зиона. Ему 35 лет. Гирен — амбициозный и неразборчивый в средствах человек, но при этом харизматичен и необычайно умен: имеет IQ 240. Со смертью Гармы Заби, любимого сына Дегина, Гирен принимает все ключевые обязанности и становится фактическим лидером Зиона. Благодаря личному обаянию и ораторскому дару, он фактически захватывает в колонии власть и сводит отца до положения номинального лидера. Гирен также построил гигантскую лазерную пушку «Солар Рей» (яп. ソーラ・レイ со:ра рэй, букв. «Солнечный луч»), которую в 41 серии аниме направляет против отца, пожелавшего вести с Земной федерацией мирные переговоры.
Во время финального сражения Зиона с Федерацией на астероиде А-Баоа-Ку Кисилия Заби убивает Гирена из пистолета, чтобы отомстить за отца. Роль озвучивает Бандзё Гинга.

### Дозул Заби
Дозул (яп. ドズル・ザビ додзуру дзаби) — следующий по старшинству сын Дегина после Гирена. Ему 28 лет. Дозул — ветеран, адмирал Космических армий Зиона, командующий из центра Соломон на астероиде. Для него нет ничего важнее, чем честь, долг и воинская слава, при этом он — примерный семьянин, преданный своей жене Зенне (яп. ゼナ・ザビ дзэна дзаби) и дочери. В 35 серии аниме Земная федерация переходит в наступление на командный центр Соломон. Когда атака оказывается успешной, Дозул велит начать эвакуацию базы, а сам на своем мобильном доспехе MA-08 Big Zam вылетает, чтобы выиграть время для эвакуирующихся, в том числе для своей жены и грудной дочери Миневы. Когда Амуро в Гандаме уничтожает MA-08 Big Zam, Дозул катапультируется и стреляет в Гандам из пулемета. Его убивает взрывная волна его же мобильного доспеха.
Роль озвучивает Дайсукэ Гори (в сериале), в трилогии анимационных фильмов — Тэссё Гэнда.

### Кисилия Заби
Кисилия Заби (яп. キシリア・ザビ кисириа дзаби) — единственная дочь правителя Зиона Дегина Содо Заби, хитрая женщина и способный тактик на поле боя. Ей 24 года. Мотивы Кисилии в сериале не ясны. Показана её практичность, но и искренняя преданность людям Зиона и солдатам под её командованием. Так как Кисилия быстро адаптировалась к новым технологиям Однолетней войны, она приняла командование над отрядом мобильных доспехов Зиона. Также отвечает за снабжение доспехами элитных отрядов, включая отряд Чара Азнабля, корпус «Химера» и другие. Её штаб расположен в городе Гранаде на Луне. Узнав о том, что её старший брат Гирен виновен в смерти отца, Кисилия убивает его.
В конце сериала убита Чаром Азнаблем, мстящим семейству Заби за смерть отца. Роль озвучивает Мами Кояма.

### Гарма Заби
Гарма Заби (яп. ガルマ・ザビ гарума дзаби) — младший и любимый сын Дегина Содо Заби, военачальник Зиона, друг и бывший одноклассник по академии Чара Азнабля (хотя сам Чар о нём невысокого мнения). Гарма храбр, хорош собой, популярен и любим народом Зиона. В возрасте 20 лет Гарма уже командует крупной армией на Земле, которая контролирует две трети поверхности планеты. Учитывая его юность и неопытность, он занимает подобное положение благодаря своей влиятельной семье, и Гарма всеми силами старается доказать, что не зря удостоен этой должности. В то же время у него тайный роман с Иселиной Эшенбах (яп. イセリナ・エッシェンバッハ исэрина эссэнбахха), дочерью мэра крупного американского города. Её отец ненавидит Зион, Гарма же говорит, что ради любви готов даже бросить армию.
Роль озвучивает Кацудзи Мори.
В сериале Гарма Заби появляется в 5 серии после того, как Чар Азнабль вынуждает «Белую базу» сбиться с курса и приземлиться на территории Зиона. Желая проявить себя перед старшей сестрой Кисилией, Гарма преследует «Базу». В последней попытке предотвратить побег противника, он лично возглавляет атаку и погибает из-за предательства Чара, который дает солдатам неверные указания и тем самым позволяет «Базе» напасть с тыла. Смерть Гармы шокирует его отца, Дегина, и весь народ Зиона. Во время государственных похорон Гирен Заби, старший брат Гармы, использует эту смерть в пропагандистских целях, чтобы сплотить Зион. Иселина Эшенбах узнает о смерти возлюбленного от отца. Она отправляется в штаб Зиона и уговаривает офицеров Гармы начать новую атаку против «Белой базы», однако, проигрывает в сражении с Гандамом и также умирает.

### М’Куве
М’Куве (яп. マ・クベ ма кубэ) — офицер сухопутных войск Зиона под командованием Кисилии Заби. Отвечает за добычу полезных ископаемых для военных нужд в Восточной Европе. Коллекционирует хрустальные вазы, в частности владеет фарфоровой китайской вазой династии Сун, которую он приобрел и намеревался подарить Кисилии. После уничтожения своей базы Амуро Рэем в Гандаме, бежит в космическое пространство. Там, продолжая служить Зиону, он снова сталкивается с «Белой базой» и Гандамом. Пилотируя экспериментальную мобильную броню YMS-15 Gyan, начинает бой с Амуро и погибает.
Роль озвучивает Канэто Сиодзава (в сериале), в трилогии анимационных фильмов — Масахико Танака.

## Отзывы и популярность

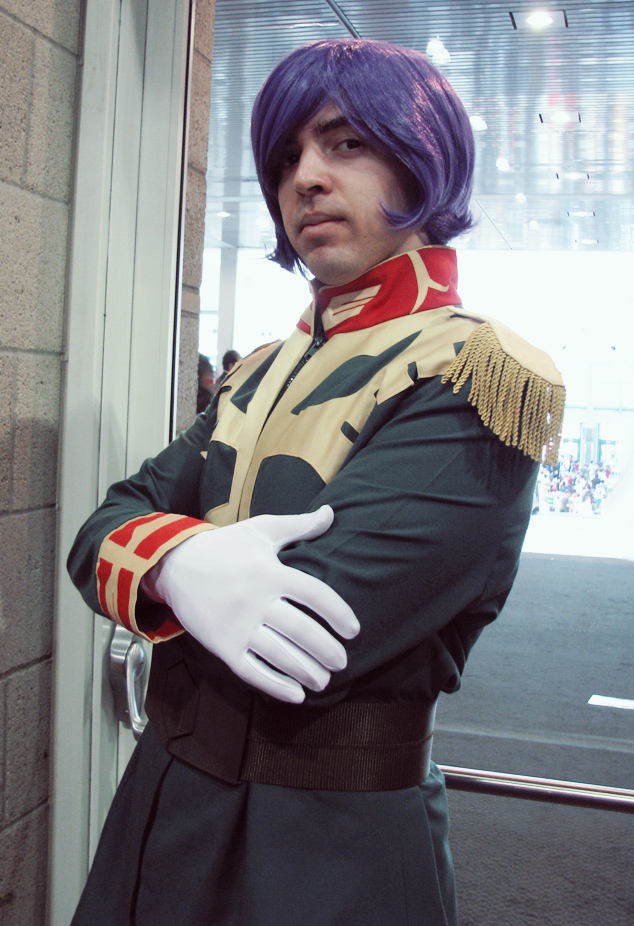
Косплей Гармы Заби на фестивале Anime Expo в 2013 году

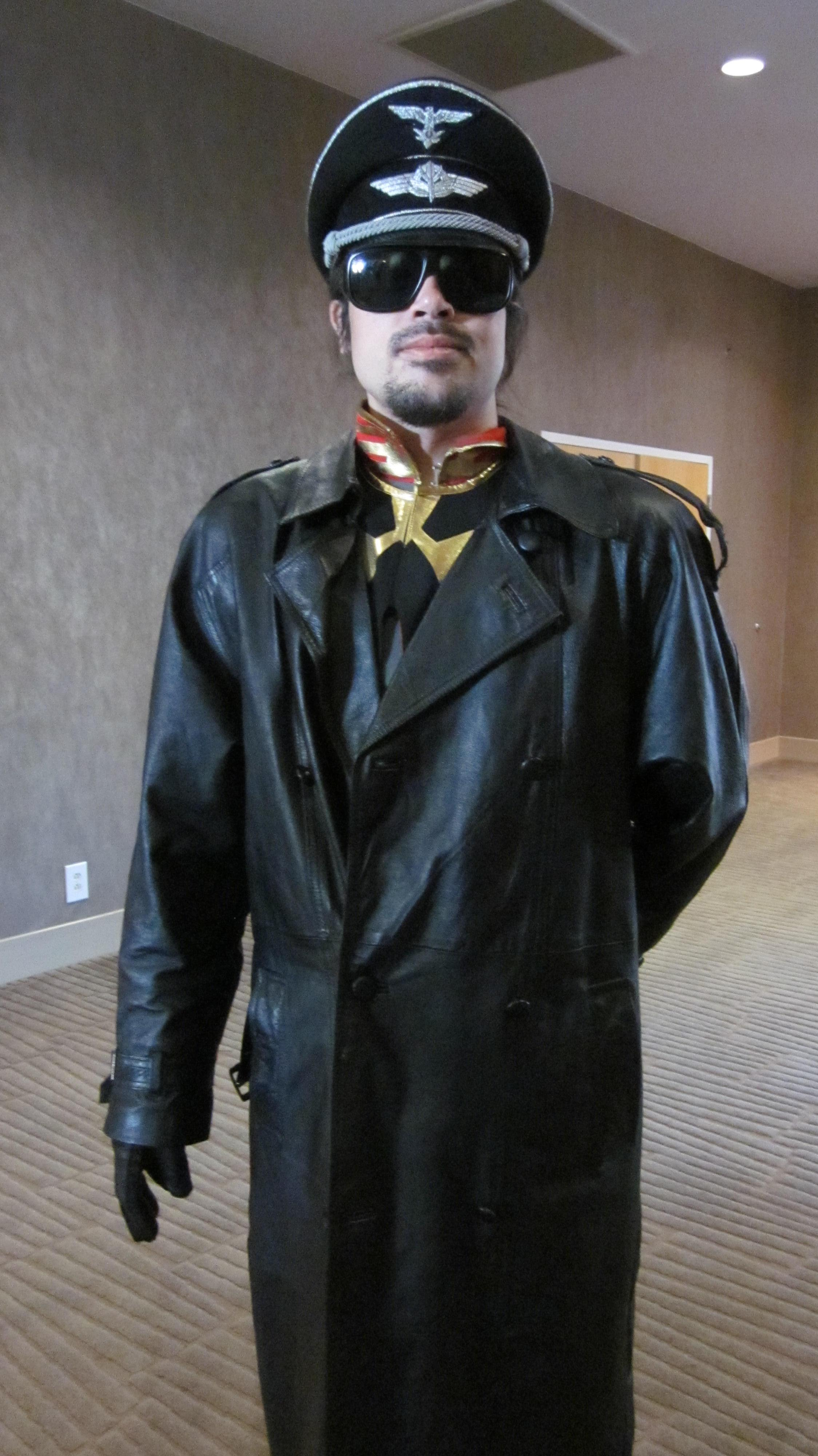
Косплеер в форме офицера армии Зиона на фестивале FanimeCon в 2010 году

Персонажи Mobile Suit Gundam были восприняты положительно. Зрителям понравилось соперничество главного героя, Амуро Рэя, и Чара Азнабля, а также эти герои по отдельности. Амуро стал культовым персонажем, оказавшим влияние, в частности, на героев известного в будущем сериала «Евангелиона». Колумнист AnimeNation Джон Опплигер пишет, что Амуро воплощает дух идеального японского подростка: раздражительный и эмоциональный, в то же время мотивирован и движим чувством справедливости и социальной ответственности, он посвящает себя выполнению того, к чему его обязывает чувство долга. Согласно опросу среди фанатов франшизы Gundam, его соперничество с Чаром Азнаблем заняло первое место в топе «Врагов, которые потом объединились». Очень скоро Чар стал даже более популярен среди поклонников сериала, чем Амуро. Он занимал более высокие места практически в опросах среди телезрителей, и стал прообразом всех злодеев в маске во вселенной Gundam. Борис Иванов пишет, что Чар Азнабль был обаятельнее Амуро и потому полюбился гораздо больше. Сам Томино никак это не прокомментировал, заметив, что зрители самостоятельно решают, кого им любить. Из женских персонажей чрезвычайно популярна была Сайла Масс.
По результатам голосования «Персонаж года» японского журнала Animage в феврале 1980 года, в десятку лучших персонажей попали Амуро Рэй (занял 2-е место с 631 голосом), Чар Азнабль (3-е место с 521 голосом) и Сайла Масс (9-е место). В октябре 1980 по итогам аналогичного опроса Чар Азнабль занял 1-е место (1016 голосов), Амуро — второе (943 голосов), Сайла — третье (611 голос), Матильда Аджан — 11 и Кай Сидэн — 15. Журнал Gundam Ace, устроивший в 2005 году опрос среди 500 тыс. фанатов вселенной Gundam в Японии, определил наиболее популярных героев среди поклонников франшизы. Из оригинального сериала Mobile Suit Gundam в списке тридцати мужских персонажей оказались Чар Азнабль (1-е место), Амуро Рэй (4-е место) и Рамба Рал (7-е место). В тридцатку женских персонажей попала только Сайла Масс (2-е место). В опросе того же журнала 2010 года среди мужских персонажей Чар и Амуро заняли 1-е и 2-е места соответственно, также в топ 20 попали Кай Сидэн (9-е место), Рамба Рал (11-е место), Слеггар Лоу (17-е место). Среди женских персонажей Сайла заняла 1-е место и Лала Сун — 10-е место. В 2009 году аниме-журнал Newtype проводил читательский опрос по теме «Топ-10 самых популярных персонажей вселенной Gundam», по его итогам второе место занял Чар, третье — Амуро, и Рамба Рал — десятое. В 2010 году Newtype устроил опрос «Топ-30 персонажей аниме по десятилетиям». Из Mobile Suit Gundam в топе лучших мужских персонажей 1980-х годов оказались Чар Азнабль (2-е место), Амуро Рэй (4-е место); среди женских персонажей 1980-х годов — Сайла Масс (9-е место), Лала Сун (26-е место), Фрау Боу (27-е место).
Также был популярен Брайт Ноа, позднее появлявшийся как один из ключевых героев во многих произведениях вселенной Gundam, включая аниме-сериалы, компьютерные игры, мангу и книги. Anime News Network называет его лучшим командующим в аниме из-за умения стратегически мыслить и быстро принимать наилучшие решения, при этом строго следуя военному кодексу и не позволяя несубординации от «грустных пилотов-тинейджеров». По мнению исследователя Тамаки Сайто, хотя Ёсиюки Томино в Gundam пытался проводить параллели с Арабо-израильским конфликтом, зрители не интересовались политикой, а просто полюбили персонажей. Для самого Томино политика была важна, но также была важна и реальная жизнь — важно было, чтобы персонажи занимались обычными бытовыми делами, например, принимали душ, что делало бы их более человечными. Однако Тамаки Сайто пишет, что Ёсиюки Томино не предвидел воздействия, которое на фанатов могут оказать подобные кадры: например, юные зрители даже фотографировали экраны телевизоров, когда показывали сцену с полуобнаженной Сайлой Масс в ванне.
Значительную часть поклонников сериала составляли девушки, на которых Чар и Амуро произвели неизгладимое впечатление. Mania.com пишет, что персонажи оригинального сериала стали одними из наиболее запоминающихся и любимых в истории аниме. Рецензент журнала Animefringe также хвалит персонажей и подчеркивает, что они гораздо более естественные, чем в позднейшем Gundam Wing. Авторы The Anime Encyclopedia Джонатан Клементс и Хелен Маккарти критикуют неблагозвучные и смешные для западного зрителя имена персонажей: например, имя Чара Азнабля, названного в честь французского исполнителя Шарля Азнавура, звучит комично и «вредит серьезному тону саги».
Персонажи, считает Mania.com, «живут в переходной зоне, в тени между светом и тьмой, добром и злом, в трещинах сложной и часто противоречивой действительности». Рецензент DVDTalk.com Д. Уоллис пишет, что отрицательные персонажи — герцогство Зион — не классические хихикающие злодеи, они лишь отказались склониться перед правительством, которое не признают, однако, постепенно Зион отходит от своей культуры и превращается в фашистскую нацию. По мнению рецензента Mania.com, что в Mobile Suit Gundam сильно написаны все женские персонажи, особенно Мирай Ясима, которая «выделяется как один из наиболее сильных и реалистичных женских персонажей в аниме». Он добавляет: «[Героини] не хрупкие и не слабые. На самом деле, они часто более мудры и более решительны, чем мужчины, которые командуют ими. Сценаристы позволили им быть в первую очередь людьми, во вторую — солдатами, а в третью — женщинами, придав им богатство и глубину, которыми не обладают многие герои-мужчины». При этом критике подвергся романтический сюжет между Мирай и Слеггаром Лоу, который рецензент называет необоснованным и натянутым. Персонаж и история Сайлы также были оценены критиками положительно. Критик CapsuleComputers.com.au замечает, что был удивлен высокодетализированной анимацией сцен, посвященных взаимоотношениям и социальному взаимодействию героев, но критикует небрежную работу аниматоров над Матильдой Аджан. Он также отмечает, что хотя персонажи второго плана имеют свои сюжетные ветки (как, например, Кай Сидэн), в центре истории находятся Амуро и Чар и, в основном, развиваются и меняются именно их характеры.